# コプロポルフィリノーゲンオキシダーゼ
コプロポルフィリノーゲンオキシダーゼ（coproporphyrinogen oxidase）は、ヒトのCPOX遺伝子にコードされている酵素である。この酵素はポルフィリン代謝の6番目の反応に関与し、コプロポルフィリノーゲンIIIをプロトポルフィリノーゲンIXに変換する。

コプロポルフィリノーゲンIII
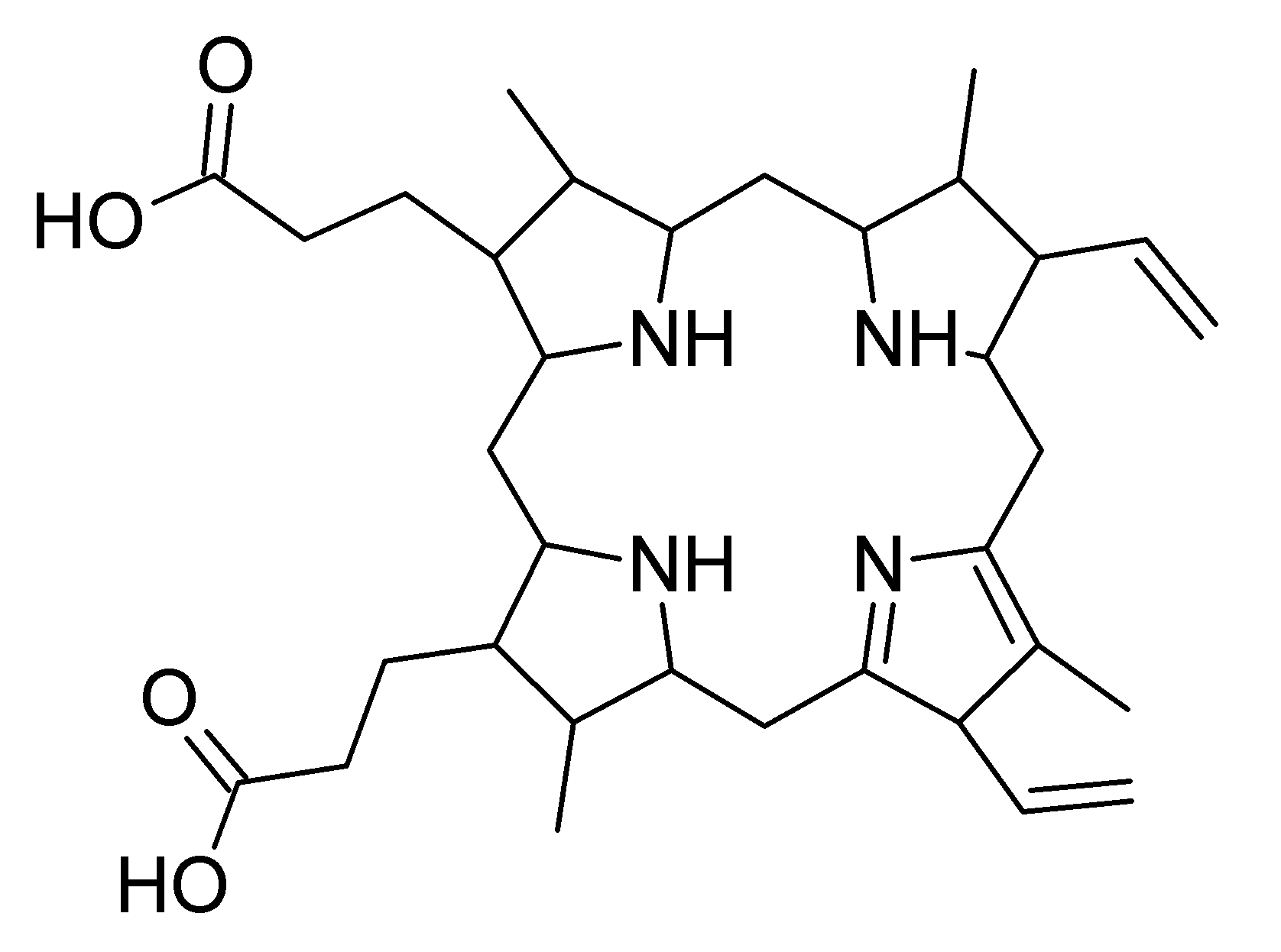
プロトポルフィリノーゲンIX